# Юхин, Владимир Владимирович
Владимир Владимирович Юхин (11 августа 1945) — российский дипломат. Чрезвычайный и полномочный посол в Ботсване (1993—1998).

## Биография
Родился 11 августа 1945 года в посёлке Тошковка Ворошиловградской области.
В 1967 году окончил Высшую школу КГБ при Совете Министров СССР, а в 1984 году (уже будучи дипломатом) — Дипломатическую академию МИД СССР. Владеет английским и французским языками.
В 1967—1973 годах служил в органах государственной безопасности. В 1973—1978 годах — на работе в министерствах газовой промышленности и промышленного строительства СССР.
С 1978 года, перейдя на дипломатическую службу, был работником центрального аппарата МИД СССР, а также работал за рубежом.
С 24 ноября 1993 по 19 ноября 1998 года — чрезвычайный и полномочный посол Российской Федерации в Ботсване.

## Семья
Женат. Имеет сына.

## Дипломатический ранг
Чрезвычайный и полномочный посол (1 октября 1993).